# Catagramma heraclitus
Catagramma heraclitus är en fjärilsart som beskrevs av Fabricius 1793. Catagramma heraclitus ingår i släktet Catagramma och familjen praktfjärilar. Inga underarter finns listade i Catalogue of Life.